# T.S.BOHEMIA
T.S.BOHEMIA a.s. je česká firma provozující e-shop. E-shop se zaměřuje na elektroniku, kancelářské prostředí a příslušenství pro dům a zahradu. Společnost vznikla v roce 1994. V roce 2013 koupila T.S.BOHEMIA a.s. ostravskou firmu Alfa Computer, která měla roční obrat 830 milionu korun. Ve stejném roce dosáhla společnost obratu 2 miliardy korun a tržby se dostaly na 2,5 mld. Tím se zařadila na 3. místo českých e-shopů za Alza.cz a Mall.cz.